# Provincia de Leoncio Prado
La provincia de Leoncio Prado es una de las once que conforman el departamento de Huánuco en el Perú. Limita por el norte con el departamento de San Martín; por el este con los departamentos de Loreto y Ucayali; por el sur con las provincias de Puerto Inca, Pachitea y Huánuco, y al oeste con las provincias de Marañón, Huacaybamba, Huamalíes y Dos de Mayo.
El nombre de la provincia honra al marino huanuqueño Leoncio Prado, mártir de la batalla de Huamachuco durante la guerra del Pacífico. 
Desde el punto de vista jerárquico de la Iglesia católica, forma parte de la diócesis de Huánuco, sufragánea de la arquidiócesis de Huancayo.

## Historia
La provincia fue creada mediante ley del 27 de mayo de 1952, en el gobierno del presidente Manuel Odría.ver más...

## Geografía
Abarca una superficie de 4952,99 km².

## División administrativa

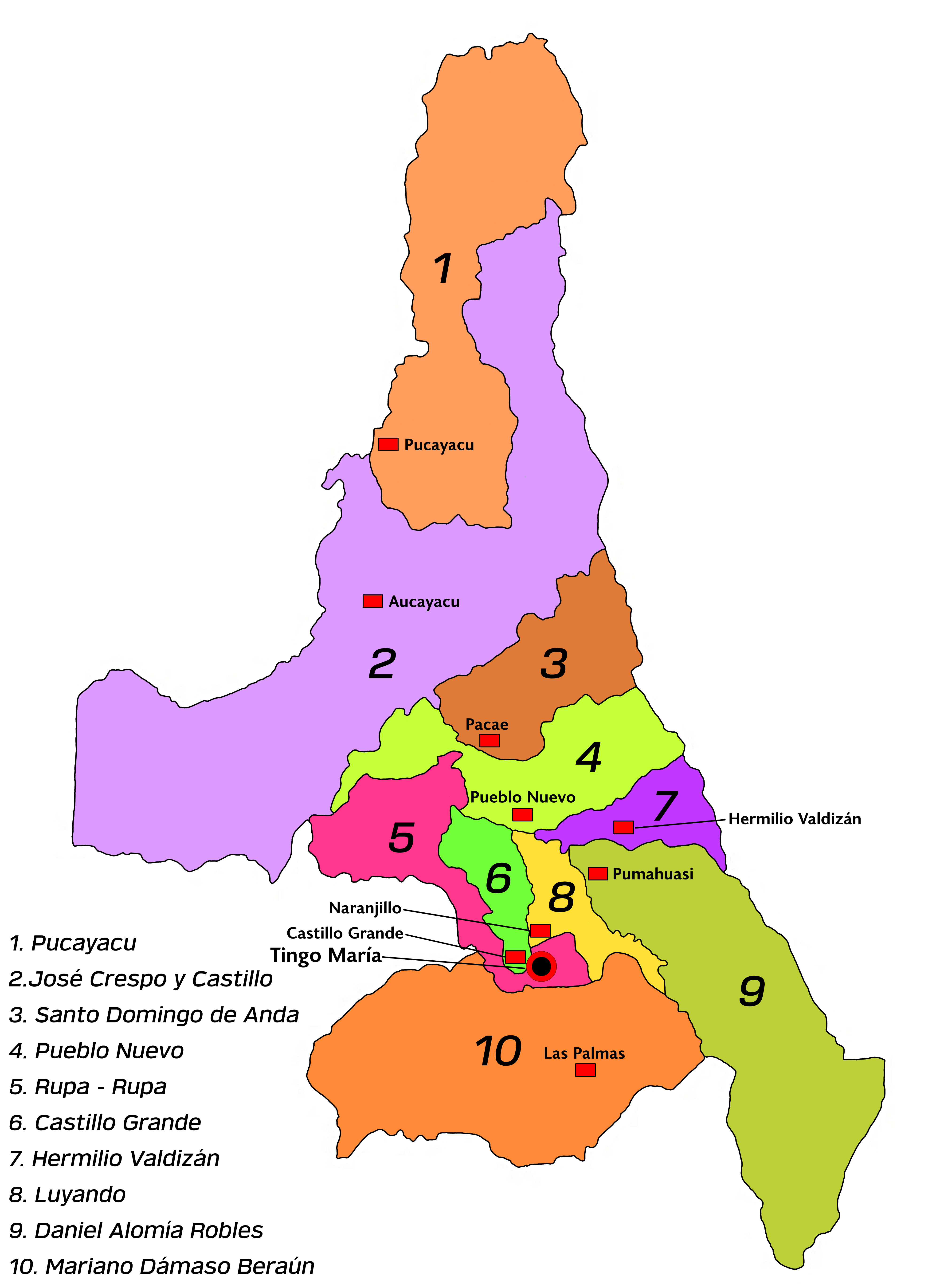
Mapa de los distritos de la provincia.

La provincia se divide en diez distritos, incluyendo los distritos de Pucayacu, Castillo Grande, Pueblo Nuevo y Santo Domingo de Anda (recientemente creados).
| Distritos de Leoncio Prado | Distritos de Leoncio Prado | Distritos de Leoncio Prado | Distritos de Leoncio Prado | Distritos de Leoncio Prado |
| Ubigeo                     | Distrito                   | Capital                    | Ley                        | Fecha                      |
| -------------------------- | -------------------------- | -------------------------- | -------------------------- | -------------------------- |
| 100601                     | Rupa-Rupa                  | Tingo María                | 10538                      | 9 de abril de 1946         |
| 100602                     | Daniel Alomía Robles       | Pumahuasi                  | 11843                      | 27 de mayo de 1946         |
| 100603                     | Hermilio Valdizán          | Hermilio Valdizan          | 11843                      | 27 de mayo de 1952         |
| 100604                     | José Crespo y Castillo     | Aucayacu                   | 14777                      | 26 de diciembre de 1963    |
| 100605                     | Luyando                    | Naranjillo                 | 11843                      | 27 de mayo de 1952         |
| 100606                     | Mariano Dámaso Beraun      | Las Palmas                 | 11848                      | 27 de mayo de 1952         |
| 100607                     | Pucayacu                   | Pucayacu                   | 30376                      | 7 de noviembre de 2015     |
| 100608                     | Castillo Grande            | Castillo Grande            | 30377                      | 7 de diciembre de 2015     |
| 100609                     | Pueblo Nuevo               | Pueblo Nuevo               | 30440                      | 11 de mayo de 2016         |
| 100610                     | Santo Domingo de Anda      | Pacae                      | 30491                      | 15 de julio de 2016        |

## Autoridades

### Regionales
- Consejeros regionales
  - 2019-2022[2]

  1. Amancio del Águila Rodríguez (Alianza para el Progreso)
  2. Rolando Flores Martín (Avanzada Regional Independiente Unidos por Huanuco)

### Municipales
- 2019-2022[2]
  - Alcalde: Miguel Ángel Meza Malpartida, de Alianza para el Progreso.
  - Regidores:

  1. Pedro Andrés Sánchez García (Alianza para el Progreso)
  2. Jorge Armando Mendoza del Águila (Alianza para el Progreso)
  3. César Stalin Aróstegui Gargate (Alianza para el Progreso)
  4. Álvaro Luis del Águila Sánchez (Alianza para el Progreso)
  5. Henry Jorge Gómez Alvarado (Alianza para el Progreso)
  6. Olenka Natalia Cáceres Campos (Alianza para el Progreso)
  7. Jimmy Adolfo Asencios Mejía (Alianza para el Progreso)
  8. Elen Gargate Rosado (Acción Popular)
  9. Katherine Violeta Huamaní Infantas (Acción Popular)
  10. Sandro Vásquez Tuesta (Avanza País - Partido de Integración Social)
  11. Miguel Ángel Calderón Tito (Avanzada Regional Independiente Unidos por Huánuco)

### Policiales
- Comisario: PNP

## Áreas naturales protegidas del Perú dentro de la provincia
- Parque nacional Tingo María (Sitio oficial)
- Parque nacional Cordillera Azul

## Atractivos turísticos

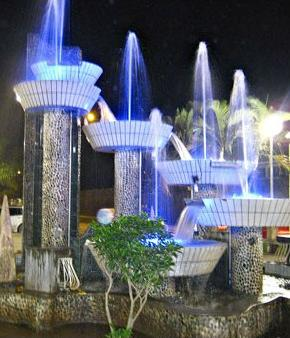
La plaza El Colono, en Tingo María

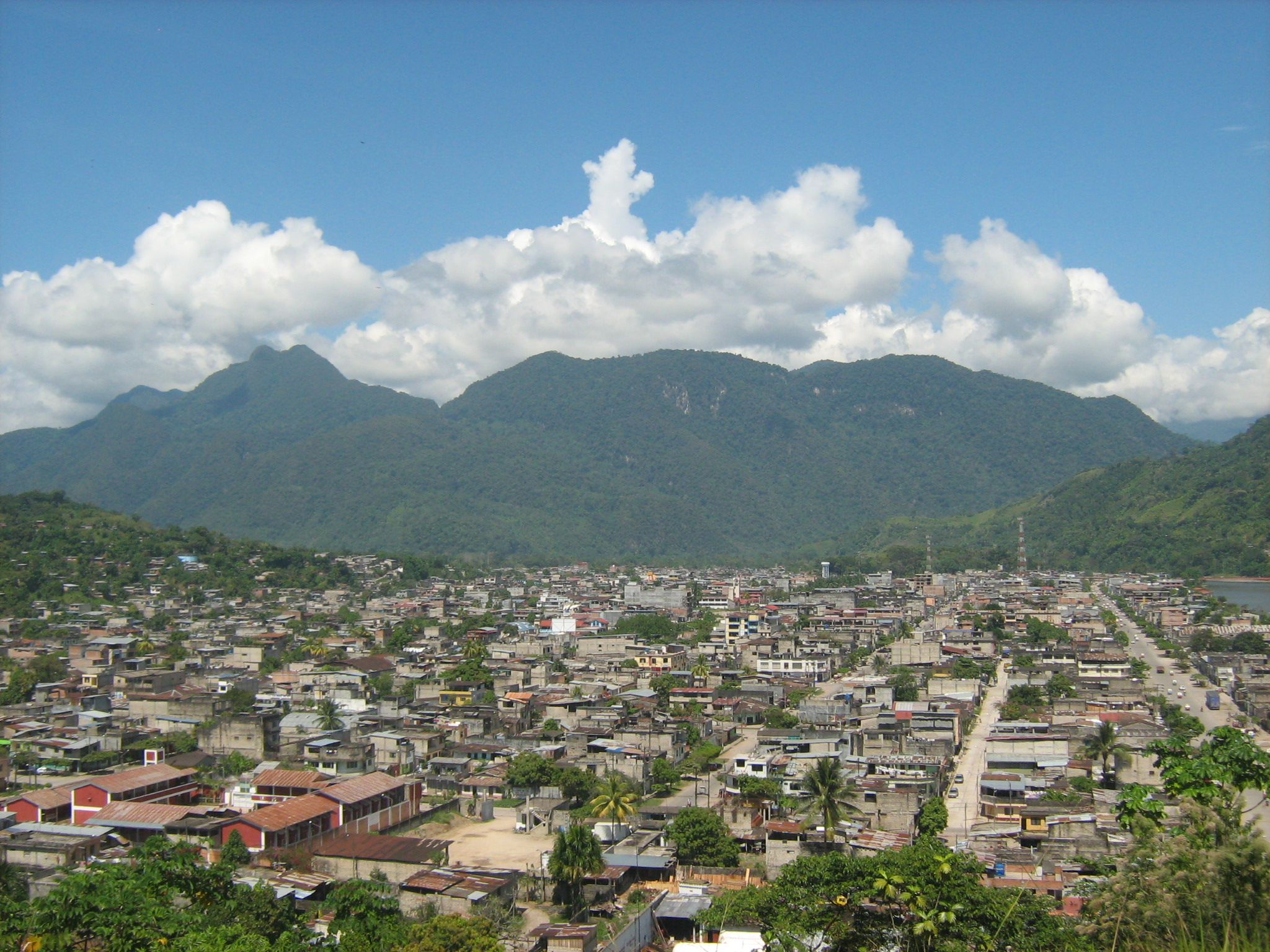
Bella Durmiente, Tingo María

### La Bella Durmiente
Cadena de montañas que domina la ciudad de Tingo María y que reproduce la silueta recostada de la joven doncella Nunash.

### Cueva de las Lechuzas
Sitio donde se pueden observar estalactitas y estalagmitas.

### Jardín Botánico de Tingo María
Jardín botánico con biodiversidad de animales y plantas.

### Mirador de la Cruz
Donde se puede observar a la doncella Nunash y a toda la ciudad desde lo muy alto.

### Mirador de Jacintillo
Sitio donde se pueden apreciar la ciudad de Tingo María y el parque nacional Cordillera Azul.

## Festividades
- 24 de junio: Fiesta de San Juan. En la víspera bailan alrededor de fogatas con conjuntos típicos. Al amanecer hay un baile de pandillada en donde la gente baila alrededor de un árbol cargadas de regalos y que se le conoce con el nombre de yunza. En las playas del río Huallaga (playa Tingo), se organizan bailes y ferias artesanales. Todos degustan del juane ese día.
- 28 y 29 de julio: Fiestas Patrias del Perú
- 15 de octubre: Aniversario de la ciudad de Tingo María (capital de la provincia)